# Liste deutscher Stadtgründungen/3. Jahrhundert
- 223 Alzey, erste Erwähnung auf einem römischen Nymphenstein